# Спомен-костурница на Гучеву
Спомен-костурница на Гучеву у којој су сахрањени посмртни остаци српских и аустроугарских ратника, изгинулих на овом простору 1914. године, на почетку Првог светског рата током Битке на Дрини (део Гучевска битка). Спомен-костурница као знаменито место представља непокретно културно добро од великог значаја.

## Планина Гучево
Гучево је планина која се налази северно од Борање и у простору који Дрина полулучно затвара са запада и северозапада. Највиша тачка се налази на 779m надморске висине и зове се Црни врх и спада у ред нижих Ваљевско-подрињских планина. Црни врх као највиша тачка планине, налази се на њеном северозападном завршетку, изнад Ковиљаче и недалеко од Лознице. Пружа се правцем северозапад-југоисток у дужини од око 10 километара.

## Историјат
Спомен пирамиду са костурницом на платоу на истакнутој коти Гучева почела је да гради аустроугарска војска својим изгинулим ратницима, за време окупације током Првог светског рата, али је није довршила. Удружење резервних официра и ратника сакупило је и сахранило у заједничку костурницу 3200 посмртних остатака српских ратника расутих по Гучеву и околини, као и посмртне остатке 53. загребачке регименте пренете из парка у Буковичкој бањи. Пројекат преправке пирамиде и изградње костурнице у њеном подножју урадио је архитекта В. Тодић 1927. године. Споменик је изграђен 1929. а освећење је било 1930. године.

## Изглед спомен-костурнице
Споменик у облику пирамиде висине 16,85 м. изведен је од блокова вештачког камена. Основа пирамиде је у облику квадрата, са испустима на све четири стране тако да се у основи споменика образује крст. На њеном врху је двоглави орао раширених крила исклесан од белог мермера. На западној страни пирамиде постављен је велики ловоров венац урађен од белог мермера са крстом у седини. Испод ловоровог венца налази се саркофаг на коме је у рељефу представљена борба српске и аустроугарске војске са урезаним текстом: “гучевским херојима погинулим у борби 1914. године”. Саркофаг носи архитравна греда на којој је уписан натпис са Његошевим речима: “благо оном ко довјека живи имао се рашта и родити”. Архитравну греду држе две наге фигуре ратника – стражара са мачем у руци, а на осталим странама постамента изведен је крст у мермеру у квадратном оквиру изнад кога је грб са двоглавим орлом. На источној страни изнад грба изведен је ловоров венац са крстом у средини, док се на архитравној греди налази урезан текст: “гучевским херојима . удружење резервних официра и ратника 1929. године”. Испод пирамиде укопана у земљу налази се гробница покривена бетонском плочом. Лево и десно су веће бетонске клупе са стопама у облику лавова. Око правоугаоног простора спомен—обележја је ограда са бетонским стубовима спојеним гвозденим шипкама.